# Circobotys aurealis
Circobotys aurealis is een vlinder van de familie van de grasmotten (Crambidae). De wetenschappelijke naam van deze soort is voor het eerst voorgesteld als Botyodes aurealis door John Henry Leech in een publicatie uit 1889.
De soort komt voor in Japan.